# Pattinaggio artistico a rotelle ai I World Skate Games
Le competizioni di pattinaggio artistico a rotelle ai I World Skate Games si sono svolte dal 31 agosto al 10 settembre 2017 a Nanchino, in Cina

## Podi

### Senior

#### Uomini Senior
| Evento             | Oro                  | Argento            | Bronzo             |
| Figure             | Felipe Augusto Werle | Marco Santucci     | Luis De Mattia     |
| Pattinaggio libero | Luca Lucaroni        | Andrea Girotto     | Alessandro Amadesi |
| Solo dance         | Ricardo Pinto        | Daniel Morandin    | Pedro Walgode      |
| Inline             | Chen Yi-Fan          | Alessandro Panfili | Chien Hung-Yu      |

#### Donne Senior
| Evento             | Oro             | Argento            | Bronzo            |
| Figure             | Anabella Mendoz | Giada Cavataio     | Elizabeth Soler   |
| Pattinaggio libero | Silvia Nemesio  | Monica Gimeno Coma | Silvia Lambruschi |
| Solo dance         | Silvia Stibilj  | Ana Walgode        | Dalila Laneve     |
| Inline             | Claudia Pfeifer | Serena Giraud      | Metka Kuk         |

#### Misto Senior
| Evento         | Oro        | Argento | Bronzo     |
| Coppia         | Italia     | Italia  | Italia     |
| Danza          | Italia     | Italia  | Portogallo |
| Precisione     | Argentina  | Italia  | Italia     |
| Piccoli gruppi | Italia     | Spagna  | Italia     |
| Grandi gruppi  | Spagna     | Spagna  | Italia     |
| Quartetti      | Portogallo | Italia  | Italia     |

### Junior

#### Uomini Junior
| Evento             | Oro                   | Argento           | Bronzo                 |
| Figure             | Aaron Wunder          | Brayan Carreño    | Alessio Gangi          |
| Pattinaggio libero | Alessandro Liberatore | Edgar Waterbor    | Vincenzo Sarnataro     |
| Solo dance         | Brayan Carreno        | Jose Cruz         | Massimiliano Antonelli |
| Inline             | Collin Motley         | Abhijith Amal Raj | Chen Bo-Yu             |

#### Donne Junior
| Evento             | Oro                 | Argento          | Bronzo                     |
| Figure             | Gabriella Permatteo | Emma Gloudeman   | Catalina Dominguez         |
| Pattinaggio libero | Rebecca Tarlazzi    | Micol Zangoli    | Nadia Iglesias De Salvador |
| Solo dance         | Camilla Barguino    | Maria Sousa      | Nadia Ortiz Villar         |
| Inline             | Chiara Censori      | Anastasia Nosova | Chien Hung-Yu              |

#### Misto Junior
| Evento | Oro        | Argento | Bronzo    |
| Coppia | Italia     | Italia  | Argentina |
| Danza  | Portogallo | Italia  | Italia    |